# Apinagia longifolia
Apinagia longifolia là một loài thực vật có hoa trong họ Podostemaceae. Loài này được (Tul.) P.Royen mô tả khoa học đầu tiên năm 1951.